# Cortino (fiume)
Il torrente Cortino, conosciuto anche come Isca, è un affluente di sinistra del fiume Ofanto. Lungo 12 km, nasce alle pendici del monte Mattina e il suo bacino idrografico è interamente compreso nel territorio di Calitri.